# Ozon (Arras)
Der Ozon (französisch: Ruisseau d’Ozon) ist ein kleiner Fluss im Zentralmassiv von Frankreich, der im Département Ardèche der Region Auvergne-Rhône-Alpes nordwestlich der Stadt Tournon verläuft.

## Geografie

### Verlauf
Der Ozon entspringt unter dem Namen Ruisseau des Cots de Simondon nahe beim namensgleichen Ort Cots de Simondon im Gemeindegebiet von Saint-Victor, durchquert im Oberlauf den Stausee Lac de Meinettes und nimmt danach seinen definitiven Namen an. Er entwässert generell Richtung Osten und mündet nach rund 17 Kilometern im Gemeindegebiet von Arras-sur-Rhône als rechter Nebenfluss in die Rhône. Im Mündungsabschnitt nützt der Ozon auf einer Länge von etwa einem Kilometer einen parallel zur Rhône verlaufenden Seitenkanal. Dieser Abschnitt wird jedoch offiziell dem Ozon zugerechnet.

### Durchquerte Gemeinden
(Reihenfolge in Fließrichtung)
- Saint-Victor
- Saint-Jeure-d’Ay
- Cheminas
- Sécheras
- Eclassan
- Ozon
- Arras-sur-Rhône